# Torre Punta Roca
 (mars 2021).
Si vous disposez d'ouvrages ou d'articles de référence ou si vous connaissez des sites web de qualité traitant du thème abordé ici, merci de compléter l'article en donnant les références utiles à sa vérifiabilité et en les liant à la section « Notes et références ».
La Torre Punta Roca est un gratte-ciel de la ville de Panama, au Panama.

## Historique
Le Punta Roca Condominium est un bâtiment situé sur l'avenue Winston Churchill, Urbanización Desarrollo Bahía n ° 6, Punta Paitilla (es), Panama. 

Sœur du Peninsula Condominium, il s'agit d'un immeuble situé dans le complexe urbain de la Development Bahia Real Estate Company, avec 6 autres bâtiments de la même entreprise de construction tels que Bayside Tower, Mar de Plata, Mediterrané, Peninsula, Villa Marina et The Point.
Sa construction a commencé en 2002 et s'est terminée en 2004. Le bâtiment est considéré comme une construction moderne. Sa hauteur est de 138 mètres et il a 46 étages. La superficie totale du gratte-ciel est de 28 000 m²